# 1474 en littérature
| Années de la littérature : 1471 - 1472 - 1473 - 1474 - 1475 - 1476 - 1477    |
| Décennies de la littérature : 1440 - 1450 - 1460 - 1470 - 1480 - 1490 - 1500 |

Cet article présente les faits marquants de l'année 1474 en littérature.

## Parutions
- William Caxton imprime à Bruges the Recuyell of the Historyes of Troye, le premier ouvrage imprimé en langue anglaise[1].
- Publication posthume de Italia illustrata (l’Italie illustrée), ouvrage historique de Flavio Biondo, de Forlì, en Italie[2].

## Naissances
- 8 septembre : L'Arioste, poète italien, mort le 6 juillet 1533.

- Hugues Babet, philosophe, poète, philologue et helléniste du Saint Empire, actif à Dole, Besançon et Louvain, mort le 19 août 1556.
- Vers 1474 : Andrea Marone, poète néo-latin italien, mort le 24 mars 1528.

## Décès
- Vers 1474 : Gomes Eanes de Zurara, historien portugais, né entre 1405 et 1410.